# Burt Bacharach
Burt Freeman Bacharach (Kansas City, 12 de mayo de 1928-Los Ángeles, California, 8 de febrero de 2023), conocido como Burt Bacharach, fue un compositor, productor y cantante estadounidense.
Cientos de sus canciones, muchas de ellas en colaboración con el letrista Hal David, fueron populares en las listas de éxito entre la década de 1950 y la de 1980, y han vuelto a grabarlas más de mil artistas desde entonces. Obtuvo los galardones más importantes de la industria del entretenimiento, entre ellos: seis premios Grammy, dos Globos de Oro, un BAFTA, un Emmy y tres  Óscar.
Muchos de sus éxitos fueron interpretados por Dionne Warwick, pero también sobresalen sus colaboraciones con Perry Como, Dusty Springfield, Jackie DeShannon, Bobbie Gentry, Tom Jones y The Carpenters, entre muchos otros. Algunas de sus canciones más conocidas son: «Alfie» (1965), «What the World Needs Now Is Love» (1965), «The Look of Love» (1967), «This Guy's in Love with You» (1968), «Raindrops Keep Fallin' on My Head» (1969), «I'll Never Fall in Love Again» (1969), «(They Long to Be) Close to You» (1970), «Arthur's Theme (Best That You Can Do)» (1981), «That's What Friends Are For» (1986) y «On My Own» (1986).
Su música es de fácil escucha y él mismo fue descrito como «un compositor cuyo venerable nombre puede estar conectado a cualquier otro prominente artista de su época». En los últimos años, algunas de sus canciones han formado parte de bandas sonoras de películas de gran calado, por lo que diversos «tributos, recopilaciones o relanzamientos son fáciles de encontrar actualmente». Se le considera una influencia importante para el pop orquestal y el género shibuya-kei y, junto con Hal David, fue incluido por la revista Rolling Stone en su lista de «los 100 compositores más grandes de todos los tiempos». En 2012, ambos fueron condecorados con el Premio Gershwin por el presidente Barack Obama por el legado de sus composiciones en la música.

## Biografía
Sus padres fueron Irma Freeman y Bert Bacharach, un periodista. Bacharach estudió música en la Universidad McGill, en el Colegio de Música de Mannes y en la Academia de Música del Oeste en la ciudad de Santa Bárbara, en Los Ángeles (estado de California).
Durante los años cincuenta y comienzos de los sesenta fue el pianista, arreglista y músico principal de la actriz y cantante alemana Marlene Dietrich (1901‑1992), con quien hizo giras.[cita requerida]

### Primeros trabajos
En 1957, Bacharach y el letrista Hal David comenzaron a trabajar en Nueva York. Casi un año más tarde, Marty Robbins grabó su canción "The Story of My Life" para Columbia Records, convirtiéndose en la número uno de las listas country a fines de ese año. A continuación, Perry Como grabó "Magic Moments" para RCA Records, llegando al número 4 en febrero de 1958. Estas dos grabaciones llegaron al número uno, consecutivamente, en el Reino Unido, dándoles a ambos el honor de ser los primeros autores en la historia de ese país en haber escrito dos números uno consecutivos. Después vendrían éxitos como "Heavenly" y "Faithfully" en la voz de Johnny Mathis, ambos merecedores de disco de oro.[cita requerida]
A inicios de los 1960, Bacharach escribió más de cien canciones con David, que incluyen un tesoro de éxitos populares a lo largo de los 60 y 70, muchos de los cuales aún gozan de popularidad. Durante los 60 ambos estuvieron ligados a Dionne Warwick, una vocalista formada en conservatorio que los conoció en 1961. Ella comenzó a trabajar con el dúo cuando necesitaron una buena cantante para hacer demostraciones apropiadas de sus canciones para otros artistas. Bacharach y David notaron que la calidad de los demos de Warwick a menudo superaban la de las interpretaciones que otros grababan. Comenzaron a escribir parte de sus obras específicamente con Warwick en mente y esto condujo a la formación de uno de los equipos más exitosos en la historia de la música popular. En un lapso de veinte años desde los inicios de los 60, Warwick llevó a las listas treinta y ocho sencillos coescritos o producidos por Bacharach, incluyendo veintidós éxitos dentro de los primeros 40 de las listas de los 100 más populares del American Billboard. Entre estas canciones figuran "Walk on By", "Anyone Who Had a Heart", "Alfie", "I Say a Little Prayer", "I'll Never Fall in Love Again", "What the World Needs Now Is Love", y "Do You Know the Way to San Jose?". A principios de los 60s, Bacharach colaboró además con Bob Hiliard en varias canciones como "Mexican Divorce" para The Drifters y "Any Day Now" para Chuck Jackson.
Durante los años 60 y 70 las canciones de Bacharach se hicieron famosas en las voces de artistas como The Beatles ("Baby It's You"), The Carpenters ("Close to You", la que primeramente fue grabada por Warwick, aunque sin el éxito que tuvo esta nueva versión), Barbra Streisand, Aretha Franklin ("I Say a Little Prayer"), B.J. Thomas ("Raindrops Keep Falling on my Head"), Tom Jones ("What's New, Pussycat"), The Stranglers, Dusty Springfield, The Drifters, Jack Jones, Jackie DeShannon y Luther Vandross.
Muchos temas de Bacharach fueron adaptados por músicos de jazz como Stan Getz y Wes Montgomery. Adicionalmente fue compositor y arreglista de exitosas películas como Alfie de 1966 y de 1967 Casino Royale. Bacharach y David también trabajaron en Broadway con el productor David Merrick en el musical de 1968 Promises, Promises. En 1969 la canción interpretada por BJ Thomas "Raindrops Keep Falling on My Head" de la película Butch Cassidy and the Sundance Kid ganó el premio Óscar como mejor canción de Banda Sonora.

### Setenta y ochenta

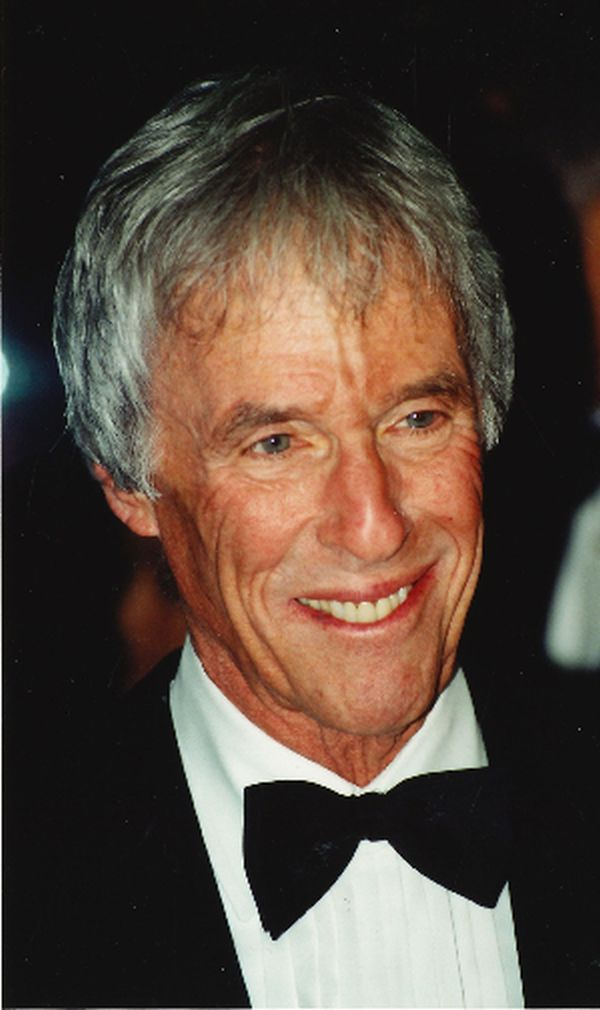
Burt Bacharach, en el año 2000, a los 72 años.

En 1973, Bacharach y David intentaron revivir la película clásica de 1937 Lost Horizon convirtiéndola en un musical. El resultado fue un fracaso comercial y de crítica que resultó en demandas tanto entre ellos dos como de parte de Warwick.
A inicios de los años 80, Bacharach se separó de la actriz Angie Dickinson y creó una nueva sociedad de composición con Carole Bayer Sager, con quien finalmente se casó. Entre sus composiciones más notables están "Arthur’s Theme (Best That You Can Do)" (Christopher Cross), "Heartlight" (Neil Diamond), "Making Love", "On My Own" y la conocida "That's What Friends Are For" de 1985 cuyas ganancias van directamente a fundaciones en la lucha contra el sida. 
En cuanto a nuevas versiones de sus temas clásicos, en 1983 contó con la exitosa versión pop de su canción "(There's) Always Something There to Remind Me" por la banda new wave inglesa "Naked Eyes".
En los años noventa Bacharach apareció en películas de Hollywood como en los tres filmes de Austin Powers.

## Influencia
- El compositor Jimmy Webb ha reconocido la influencia de Bacharach en su trabajo.
- En el álbum de Status Quo Heavy Traffic, la pista 8 se llama "Diggin’ Burt Bacharach."
- En la portada del álbum de Oasis Definitely Maybe, se ve una foto de Bacharach.
- El dúo británico Swing Out Sister cita a Bacharach como una gran influencia.
- En 1997 la banda estadounidense Faith No More incluyó en su disco de grandes éxitos "Who cares a lot?" una versión en vivo de la canción de Burt Bacharach "This guy´s in love with you". También durante los años noventa, Noel Gallagher (compositor y guitarrista de la banda británica Oasis), cantó a dúo esta canción con el mismo Bacharach.

## Familia

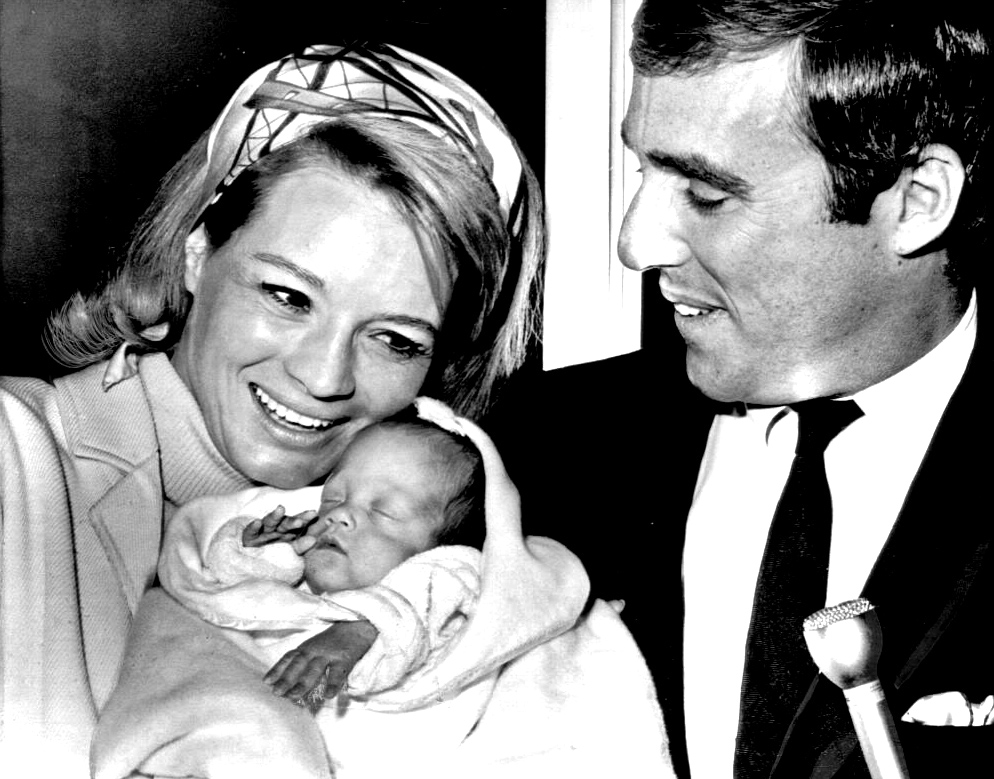
Burt Bacharach con Nikki Bacharach y la actriz Angie Dickinson.

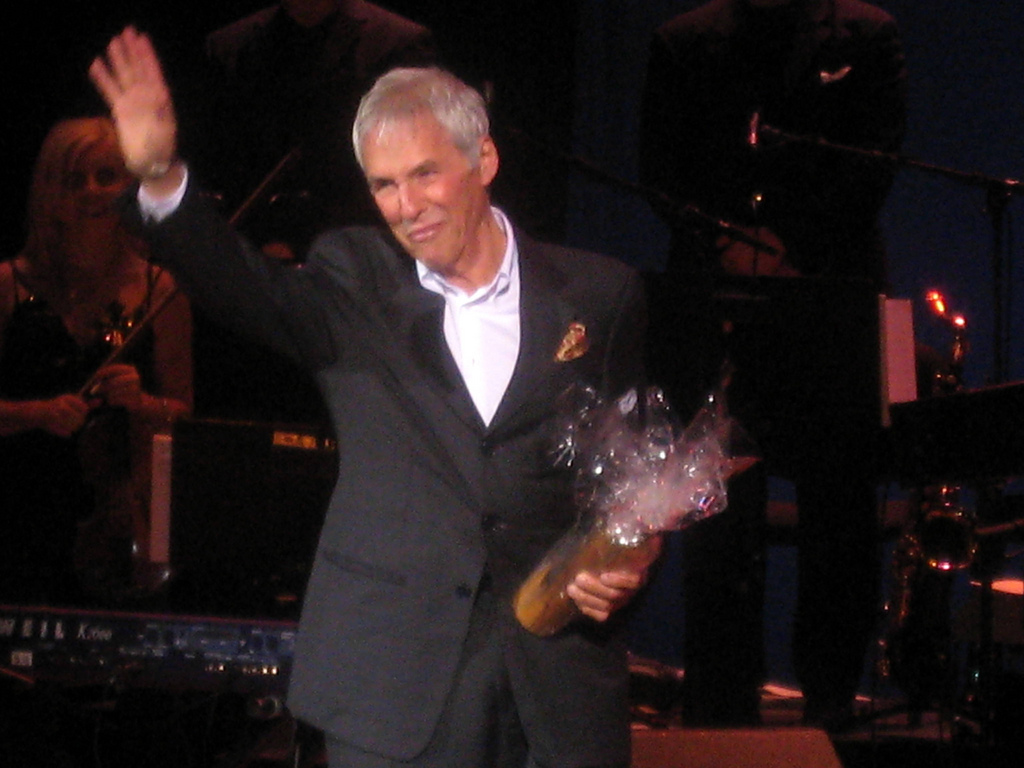
Burt Bacharach en 2009, a los 81 años.

Estuvo casado cuatro veces, primero con Paula Stewart, entre 1953 y 1958, luego con la actriz Angie Dickinson (1928‑), entre 1965 y 1980.
Posteriormente, entre 1982 y 1991, con la letrista, compositora y cantante neoyorquina Carole Bayer Sager (1947‑) y desde 1993 con Jane Hanson.
Tuvo cuatro hijos: dos mujeres y dos varones.
Su hija Lea Nikki Bacharach (1966‑2007), conocida como Nikki, nació prematuramente por tres meses en 1966 y finalmente se le diagnosticó síndrome de Asperger. Sus problemas hicieron que, para cuidarla, Dickinson rechazara varios papeles. Nikki pasó muchos años en el Wilson Center, un instituto psiquiátrico para adolescentes localizado en Faribault (estado de Minnesota). Aunque Nikki obtuvo un título de geóloga, sus problemas de vista, contraídos tras su nacimiento prematuro, hicieron que le resultara imposible proseguir una carrera en ese campo. Incapaz de convivir con los efectos del Asperger, el 4 de enero de 2007, a los cuarenta años de edad, Nikki se quitó la vida por asfixia en su apartamento en Los Ángeles, utilizando una bolsa plástica y helio.

## Fallecimiento
Falleció a los 94 años el 8 de febrero de 2023 en su casa en Los Ángeles, por causas naturales, rodeado de su familia.

## Premios y distinciones
Premios Óscar
| Año  | Categoría                   | Canción                                 | Película                  | Resultado |
| ---- | --------------------------- | --------------------------------------- | ------------------------- | --------- |
| 1966 | Mejor canción original      | «What's New Pussycat?»                  | What's New Pussycat?      | Nominado  |
| 1968 | Mejor canción original      | «The Look of Love»                      | Casino Royale             | Nominado  |
| 1969 | Mejor banda sonora original | Mejor banda sonora original             | Dos hombres y un destino  | Ganador   |
| 1969 | Mejor canción original      | «Raindrops Keep Fallin' on My Head»     | Dos hombres y un destino  | Ganador   |
| 1982 | Mejor canción original      | «Arthur's theme (Best that you can do)» | Arthur, el soltero de oro | Ganador   |